# برانکستن (نیو ساوت ولز)
برانکستن (به انگلیسی: Branxton) یک شهرک در استرالیا است که در نیو ساوت ولز واقع شده‌است.